# Schizoporella japonica
Schizoporella japonica är en mossdjursart som beskrevs av Ortmann 1890. Schizoporella japonica ingår i släktet Schizoporella och familjen Schizoporellidae. Inga underarter finns listade i Catalogue of Life.